# Costa Ricaanse colon
De colon (Spaans: colón) is de munteenheid van Costa Rica. Eén colon is 100 céntimos. De naam colon is een verwijzing naar de Spaanse naam van Christoffel Columbus ( ''Cristóbal Colón'' ).
De volgende munten worden gebruikt: 10, 25 en 50 céntimos, hoewel door inflatie nog nauwelijks gebruikt, en 5, 10, 20 (wordt uit de omloop genomen), 25, 50, 100, en 500 colon. Het papiergeld is beschikbaar in 1000, 2000, 5000, 10.000, 20.000 en 50.000 colon.
Als deel van Nieuw Spanje werden oorspronkelijk Spaanse escudo's (XESE) gebruikt. Toen Costa Rica daarna deel van een federatie was, van 1824 tot 1838, werden de Centraal-Amerikaanse escudo's (XCAE) gebruikt. Na zijn onafhankelijkheid introduceerde Costa Rica de peso (CRP). De colon werd ingevoerd in 1896 met een 1:1 verhouding.
In Costa Rica wordt naast de colon ook volop de Amerikaanse dollar gebruikt.
In El Salvador heette de vroegere munteenheid eveneens de colon; zie Salvadoraanse colon. Heden ten dage gebruikt men er de Amerikaanse dollar.